# Сентер-Лайн (Мічиган)
Сентер-Лайн (англ. Center Line) — місто (англ. city) в США, в окрузі Маком штату Мічиган. Населення — 8552 особи (2020).

## Географія
Сентер-Лайн розташований за координатами 42°28′50″ пн. ш. 83°1′38″ зх. д. / 42.48056° пн. ш. 83.02722° зх. д. (42.480556, -83.027347).  За даними Бюро перепису населення США в 2010 році місто мало площу 4,51 км², уся площа — суходіл.

## Демографія
Згідно з переписом 2010 року, у місті мешкало 8257 осіб у 3632 домогосподарствах у складі 1988 родин. Густота населення становила 1831 особа/км².  Було 3920 помешкань (869/км²).
Расовий склад населення:
| - 82,5 % — білих - 12,0 % — чорних або афроамериканців - 2,5 % — азіатів - 0,4 % — корінних американців |

До двох чи більше рас належало 2,5 %. Частка іспаномовних становила 1,7 % від усіх жителів.
За віковим діапазоном населення розподілялося таким чином: 21,4 % — особи молодші 18 років, 60,9 % — особи у віці 18—64 років, 17,7 % — особи у віці 65 років та старші. Медіана віку мешканця становила 41,2 року. На 100 осіб жіночої статі у місті припадало 85,7 чоловіків;  на 100 жінок у віці від 18 років та старших — 82,0 чоловіків також старших 18 років.
Середній дохід на одне домашнє господарство  становив 44 624 долари США (медіана — 33 817), а середній дохід на одну сім'ю — 57 353 долари (медіана — 49 034). Медіана доходів становила 40 641 долар для чоловіків та 31 818 доларів для жінок. За межею бідності перебувало 19,5 % осіб, у тому числі 26,8 % дітей у віці до 18 років та 14,5 % осіб у віці 65 років та старших.
Цивільне працевлаштоване населення становило 3730 осіб. Основні галузі зайнятості: освіта, охорона здоров'я та соціальна допомога — 26,4 %, виробництво — 22,2 %, роздрібна торгівля — 11,3 %, науковці, спеціалісти, менеджери — 7,8 %.